# Aerogramm

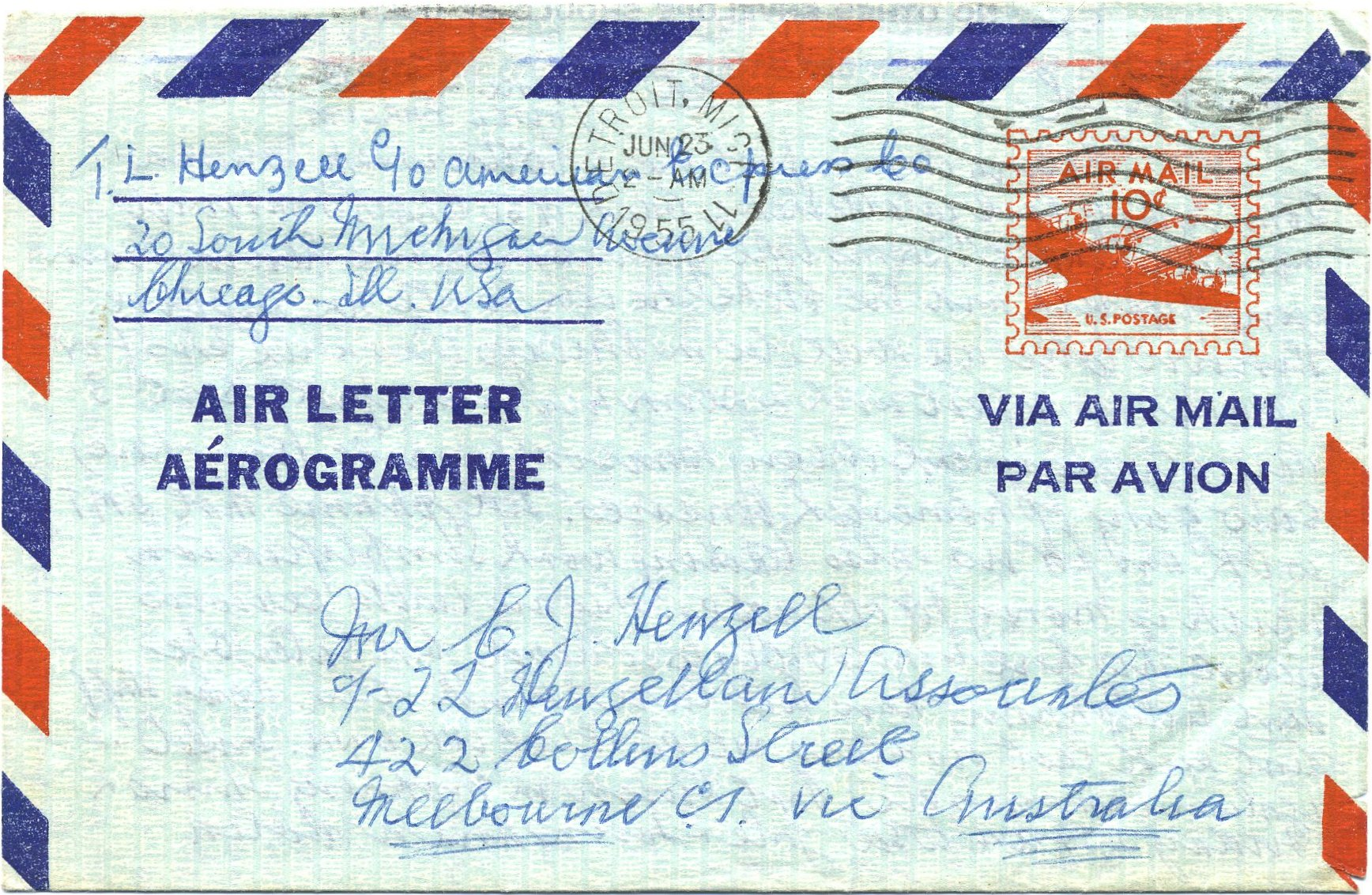
Aerogramm aus den USA (1955)

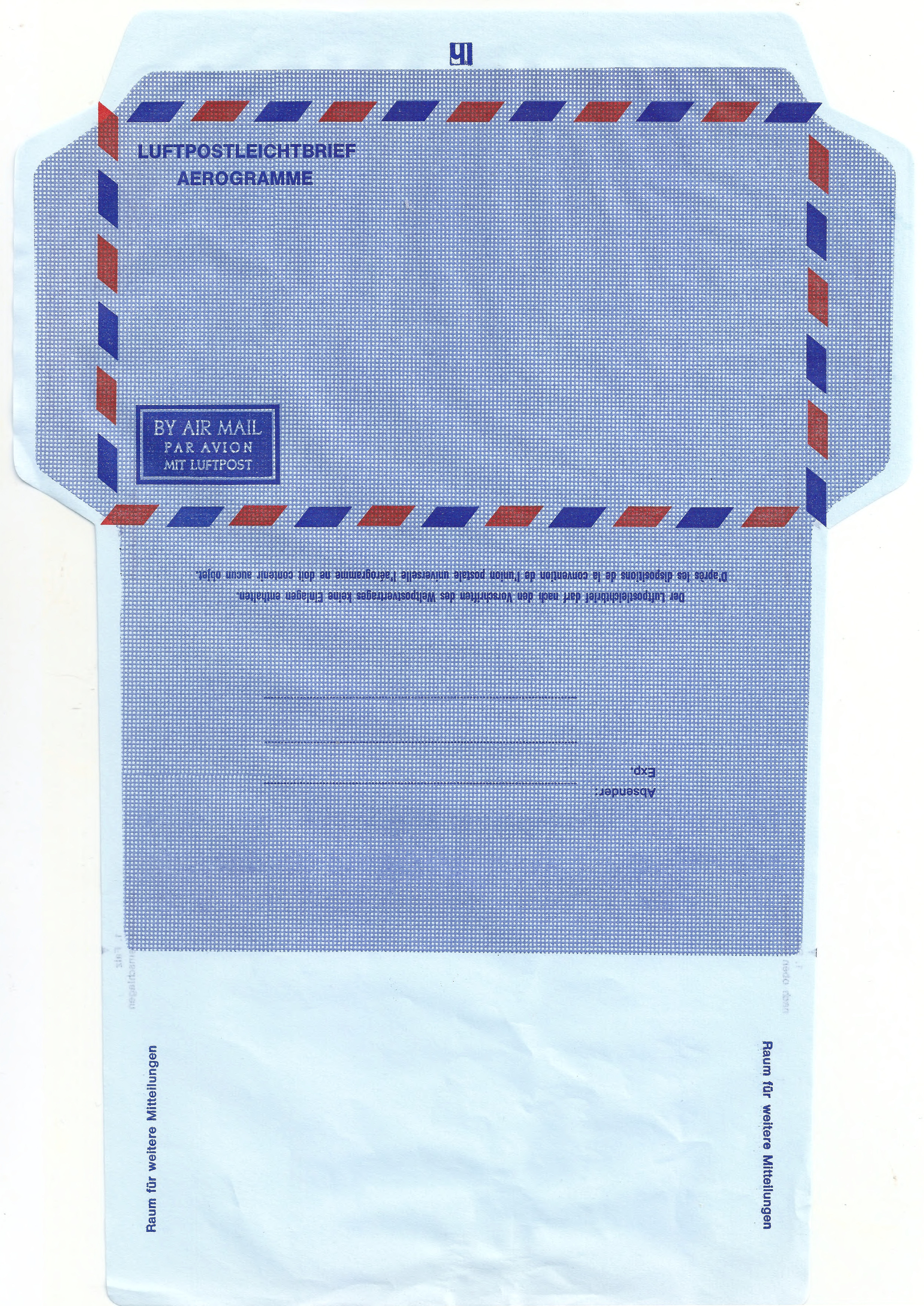
Ungefaltetes Aerogramm

Ein Aerogramm ist ein Luftpostleichtbrief oder auch Luftpostfaltbrief. Es handelt sich um einen einzelnen vorbedruckten Bogen aus sehr dünnem Luftpostpapier (heute verwenden die meisten Länder als Grundformat DIN A4 und stärkeres Papier als früher), der auf eine bestimmte Weise zusammengefaltet und ringsrum an gummierten Stellen zugeklebt werden muss. Bei den frühen Aerogrammen wurde der Papierbogen üblicherweise durch zwei Faltungen in vier Felder geteilt. Später setzte sich in vielen Ländern durch, dass der Bogen durch zwei parallele Falze in drei Felder unterteilt wurde; in diesem Fall kann eine DIN-A4-Seite vollständig, die andere Seite zu einem Drittel beschrieben werden. Aerogramme dürfen keine Einlagen enthalten. Weil sie so leicht sind, ist das Porto oft niedriger als für andere Sendungsformen.
Aerogramme können als Ganzsachen mit eingedrucktem Postwertzeichen vorkommen oder als Formulare, die nachträglich frankiert werden. Während Aerogramme überwiegend der internationalen Kommunikation dienen, wurden in manchen Ländern wie Indien oder Nepal auch Inland-Aerogramme als Ganzsachen verausgabt.
In Deutschland wurde das Aerogramm als Form der Postsendung zum 1. Januar 2007 eingestellt; zuvor hatte das Porto 1,00 Euro betragen. Für innereuropäische Sendungen war zu diesem Zeitpunkt der Standardbrief Europa mit 0,70 Euro ohnehin günstiger. Außereuropäische Sendungen müssen seitdem als Standardbrief Welt frankiert werden (0,75 Euro; maximal 20 Gramm, 235 × 125 × 5 Millimeter).
Aktuell wird hinter der deutschen Grenze nicht mehr differenziert. Das Produkt Standardbrief International kostet seit dem 1. Januar 2025 1,25 €.
Die Abmessungen für ein Aerogramm betragen in der Länge zwischen 140 und 220 Millimeter und in der Breite 90 bis 110 Millimeter. Das Gewicht darf fünf Gramm nicht überschreiten.
In manchen Ländern wurden spezielle Aerogramme für Soldaten sowie für Kriegsgefangene verausgabt, wobei ein ermäßigter Portosatz oder Portofreiheit bestand. Zum Beispiel gab Großbritannien für Feldpost im Zweiten Weltkrieg Aerogramme unter der Bezeichnung „Forces Letter“ heraus. (Siehe auch: V-Mail.)
Für viele überseeische beziehungsweise abgelegene Gebiete haben Aerogramme nach wie vor eine Bedeutung. Aerogramme gehören zum Briefmarken-Sammelgebiet. Viele Länder- und Motivsammler fügen die wenigen Aerogramme, die es aus fast jedem Land der Welt gibt, gerne ihren Sammlungen zur besonderen Ergänzung und Ausschmückung bei. Es gibt aber auch Luftpostsammler, die sich ganz auf das außergewöhnliche Sammelgebiet „Aerogramme“ spezialisiert haben. Für Aerogramme, die Ganzsachen sind, gibt es einerseits spezielle Aerogramm-Kataloge und andererseits die Katalogisierung in allgemeinen Ganzsachenkatalogen. Für Aerogramm-Formulare, die nachträglich frankiert werden müssen, liegt für viele Länder keine systematische Katalogisierung vor.
Aerogramme haben weltweit unterschiedliche Bezeichnungen:

Aerogramme – Aerogramm – Aerogram Luchtpostblad – Luftpostleichtbrief – Air Letter – Par Avion – Luftpost – Flygpost
Aufgrund der Entwicklung des Internets und der E-Mail geht die Verwendung von Aerogrammen zurück.